# Kobîleanka, Katerînopil
Kobîleanka (în ucraineană Кобилянка) este un sat în comuna Potokî din raionul Katerînopil, regiunea Cerkasî, Ucraina.

## Demografie
Componența lingvistică a localității Kobîleanka
     Ucraineană (94,35%)
     Rusă (3,23%)
     Română (2,42%)
Conform recensământului din 2001, majoritatea populației localității Kobîleanka era vorbitoare de ucraineană (94,35%), existând în minoritate și vorbitori de rusă (3,23%) și română (2,42%).